# Баня (област Благоевград)
Вижте пояснителната страница за други значения на Баня.
Ба̀ня е село в Югозападна България. То се намира в община Разлог, област Благоевград.

## География
Село Баня се намира в планински район на 801 м н.в. в центъра на Разложката котловина между три планини – Пирин, Рила и Родопите. Отстои на 5 километра от Банско и Разлог, на 25 километра от Якоруда и на около 150 километра от София и Пловдив. Оттук минава жп линията Септември – Добринище, която е построена през 30-те години на XX век.

## История
През ХVІІІ век Баня е село в нахията Разлог. Към 1748 година то е тимар на Юсуф.
През 1878 година избухва Кресненско-Разложкото въстание, в което най-дейно участие вземат и жителите на село Баня.
В 1891 година Георги Стрезов пише за селото:
| „ | Баня, село на И от Банско 1 час, от Мехомия 1 1/2 часа. Захваща центъра на всичките Разложки села; разположено е длъгнесто на равнище, близо до Глазня. Орната земя е песъчлива, та земледелието не вирее; чужбината тук и по целия Разлог е обикновено нещо. Преди 1879 година това село било едно от най-цъвтещите. През размирицата изгоряла цяла една махала, от която развалини и сега се съглеждат. Нова църква и училище с 60 ученика и 1 учител. Около 300 къщи, на половина помашки и български. От българете 5 къщи са протестанти. В Баня извира гореща минерална вода, цял поток. При самия извор температурата е тъй висока, че не може да се трае. Затуй водата се разхладява със студена в отделни резервоари, наречени „бани“. | “ |

През периода 1893 – 1912 година населението на селото взема участие в революционните борби на организация бореща се за автономия на Македония и Одринско – ВМРО.
В 1897 година е основано читалище „Просвета“.
При избухването на Балканската война в 1912 година 22 души от Баня са доброволци в Македоно-одринското опълчение.
Свободата на целия района донасят щиковете на българските войници от 27 Чепински полк, командван от генерал Ковачев през октомври 1912 г. Първият кмет на освободеното село е Ангел Даракчиев. Благодарение на него и до днес селото притежава широки улици, и европейска планировка.

## Население

### Етнически състав
Преброяване на населението през 2011 г.
Численост и дял на етническите групи според преброяването на населението през 2011 г.:
|                     | Численост |
| Общо                | 2857      |
| Българи             | 2459      |
| Турци               | 14        |
| Цигани              | 284       |
| Други               | 9         |
| Не се самоопределят | 12        |
| Неотговорили        | 79        |

## Религии
Основната част от населението е християнско. Източно-православните българи имат изградени две църкви: „Свети Георги“ и „Успение на Пресвета Богородица“. Църквата „Свети Георги“ е трикорабна псевдобазилика с камбанария и построен по-късно притвор. Построена е благодарение на връзките в Неврокоп на Стойко Бояджиев, родоначалник на рода Венедикови от Баня. Надпис в селската черква гласи, че е построена в 1835 година от „чорбаджи Стойко Бояджиев, Иван Асянчин и християните в село Баня“. Една малка част от християнското население изповядва протестантството, като за целта имат изградена конгрешанска църква, част от Съюза на евангелските съборни църкви. В селото живеят и помаци.
В XIX век Баня е смесено християнско и мюсюлманско село в Неврокопска кааза на Османската империя. В „Етнография на вилаетите Адрианопол, Монастир и Салоника“, издадена в Константинопол в 1878 година и отразяваща статистиката на населението от 1873 година, Баня (Bania) е посочено като село с 362 домакинства, 760 жители българи-християни и 270 жители помаци.
Съгласно статистиката на Васил Кънчов („Македония. Етнография и статистика“) към 1900 година Баня е смесено българо-християнско и българо-мохамеданско селище. В него живеят 960 българи-християни и 550 българи-мохамедани.

## Културни и природни забележителности
В селото има турска баня, така нареченета Муртина баня, от XVII век и втора турска баня – така наречената Римска баня, известна още като Старата българска баня.
Местността Трестеник се намира в покрайнините на селото. Известна още като вилната зона на селото, местността е приютила много частни вили. Природата е оставила красив отпечатък върху това кътче от гората. Има минерални извори и богата растителност. В Трестеник е разположен и частен язовир. Най-известна е „Ловджийската вила“, която е емблематична за хората, практикуващи лов в селото. Трестеник е популярно място за правене на пикници и неделни излети в гората.
Друга забележителност е светилището Камено (още Каменот или Големио камен), намиращ се в южния край на селото и почитан в древността като култово място. По-късните предания за него се обвързват и с образа на Крали Марко, който според легендата хвърлил камъка точно тук.
В селото има Етнографско-исторически музей.

## Редовни събития
Всяка година през първата неделя на месец юли се провежда традиционен събор „Празник на моето село“. На него се събират жители на селото, живеещи и работещи из различни краища на България. В празника взимат участие фолклорни състави от страната и чужбина.
Традиционно на първи януари се изпълнява обичаят сурвакане. Други традиционни събития са големите религиозни празници Коледа и Великден. На втория ден от Възкресение Христово в местността Крушата извън селото се провежда събор. Населението се придвижва до мястото с конски и магарешки каруци. На място се отслужва литургия от свещеник. Следобеда се провеждат надбягвания с коне, както и надтегляния.

## Личности
Родени в Баня
- Васил Пачаджиев (1883 – 1942), български революционер
- Георги Гръчев (1854/1855 – ?), български революционер, опълченец
- Георги Ив. Дойчинов (1867 – ?), български юрист, деец на ВМОК
- Грую Георгиев, доброволец в Българската армия през Сръбско-българската война в 1885 година[14]
- Димитър Венедиков (1866 – 1939), български военен и революционер
- Димитър Иванов Дойчинов, български военен деец, майор, загинал през Балканската война[15]
- Иван Асянчин (1834 – 1910), български революционер, духовник и просветен деец
- Иван Венедиков (1871 – 1943), български военен и революционер
- Иван Груев, български революционер
- Иван Гръчев (1852 – ?), български революционер, опълченец
- Иван Еков, доброволец в Българската армия през Сръбско-българската война в 1885 година[14]
- Иван Костадинов Бояджиев (? – 1896), български свещеник в селото през 70-те години на XIX век[16]
- Иван Лазаров Алексиев, македоно-одрински опълченец, 2 рота на 5 одринска дружина, ранен, носител на бронзов медал[17]
- Иван Терзиев (1832 – 1907), български зограф
- Йордан Венедиков (1871 – 1957), български военен деец (генерал-майор) и историк
- Константин Венедиков (1866 – 1933), български военен и революционер
- Константин Дойчинов (1875 – 1963), завършил медицина във Виенския университет в 1904 година.[18] Старши полкови лекар през Първата световна война[19]
- Костадин Бояджиев (1880 – 1938), български революционер
- Нанчо Стойков, доброволец в Българската армия през Сръбско-българската война в 1885 година[14]
- Неофит Рилски (1793 – 1881), български просветен деец (според някои източници е роден в Банско)[20]
- Никола Бояджиев (1874 – 1945), български революционер от ВМОК и ВМРО
- Никола Венедиков (1859 – 1917), български революционер
- Никола Дръдалов (около 1870 – след 1943), български революционер
- Никола Похлупков (ок. 1868 – 1964), български революционер
- Никола Рачев (1903 – ?), български комунист
- Парашкева Димова, майка на Георги Димитров
- Райна Рачева (1939), бащино име Райна Николова Груева (Лампева), българска художничка
- Саве Говедаров (1871 – след 1943), български революционер
- Симеон Драговчев (1884 – след 1943), български революционер
- Стефан Попстаматов (около 1830 – 1886), български духовник, зограф
- Теофил Николаев, учител в Куру чешме през 1852 година, спомоществовател за издаването на Райна, княгиня българска от Й. Груев (1852)[21]
- Тодор Иванов Асянчин (1869 – ?) завършил педагогика и философия в Йена в 1892 г.[22]
- Тодор Стефанов (1887 – 1979), български предприемач, кмет на Баня преди 1944 година
- Христо Венедиков (1834 – 1916), български революционер
- Христо Дойчинов (около 1865 – около 1923), писател, документалист

Починали в Баня
- Димитър Йосифов, български резбар

Други
- Александър Асянчин (1907 – 1980), български журналист, по произход от Баня[23]
- Антон Страшимиров (1872 – 1937), български писател, по произход от Баня
- Венедикови, голям бански български род